# Gonatocerus poincarei
Gonatocerus poincarei är en stekelart som beskrevs av Girault 1913. Gonatocerus poincarei ingår i släktet Gonatocerus och familjen dvärgsteklar. Inga underarter finns listade i Catalogue of Life.